# Ignacio Zuloaga Zabaleta
Ignacio Zuloaga i Zabaleta (Eibar, 26 de juliol del 1870 – Madrid, 31 d'octubre del 1945) va ser un pintor basc, un dels més importants de finals del segle xix i principis del XX.
Va ser fill del notable damasquinador Plàcid Zuloaga. Va treballar de nen en el taller del seu pare on va tenir els primers contactes amb el dibuix i el gravat. La seva formació escolar es va realitzar amb els jesuïtes a França completant-se a Madrid, París i Roma.
La pintura de Zuloaga va ser de les més discutides per la cruesa del seu dramatisme. L'expressió d'un realisme entossudit a presentar la crònica de l'època particularment d'una Castella en certa manera deformada per la literatura del 98.
Zuloaga va estar vinculat especialment amb Segòvia, tant amb la ciutat, on per un període de quinze anys i fins a 1913 va mantenir un estudi on passava la tardor embardissada en un intens treball el resultat del qual es duia després a París, com amb la província, i especialment amb la vila de Pedraza, en la qual viuria i treballaria en el seu castell, el dels Velasco, que va comprar l'any 1925.
Va ser un gran afeccionat als toros, tema que va representar en els seus quadres, arribant a sortir al ruedo en alguna ocasió. Hi ha un institut amb el seu nom en la seva ciutat natal, on es pot estudiar el batxillerat i algun cicle. És de destacar el quadre Corrida de toros en Eibar del 1899, que forma part de les col·leccions privades del Museu Thyssen-Bornemisza.
El 1941 va pintar el retrat oficial de Francisco Franco. També va pintar algun quadre d'artistes d'òpera, com el da la soprano Lucienne Bréval en el rol de la Carmen del compositor Bizet.

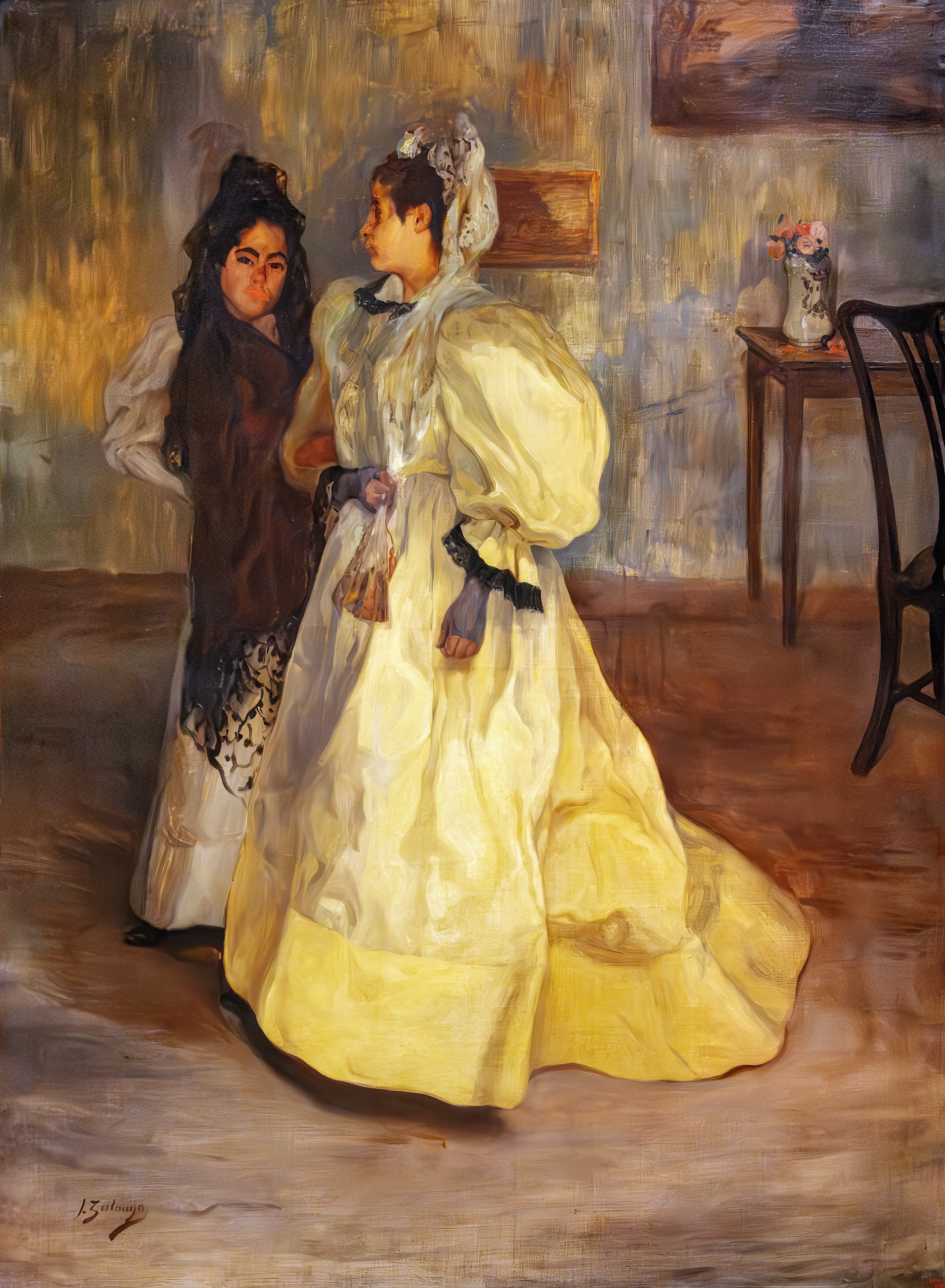
1896, Amigues MNAC
1903, Les meves cosines MNAC[3]